# فيليكيي بيريزنيي (زاكارباتسكا)
فيليكيي بيريزنيي (Великий Березний) هي مدينة في مقاطعة زاكارباتسكا في أوكرانيا. يبلغ عدد سكانها حوالي 6720 نسمة.

## معرض صور

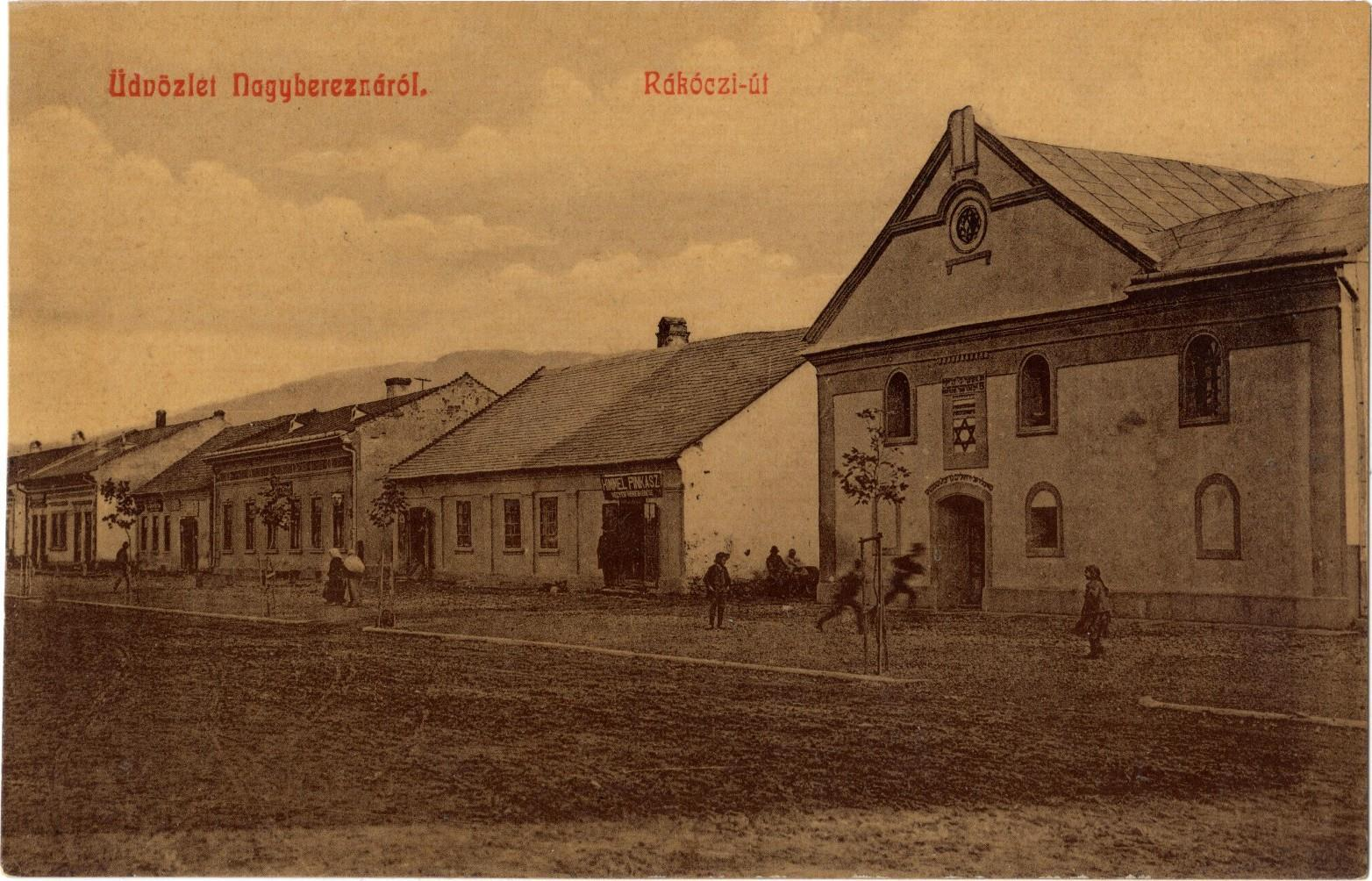
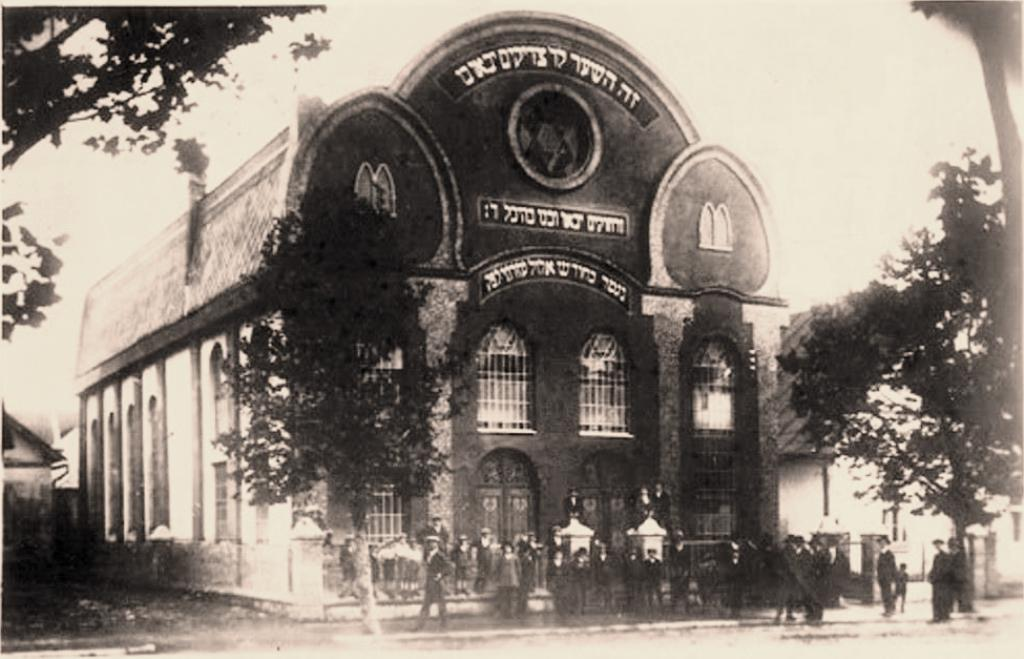
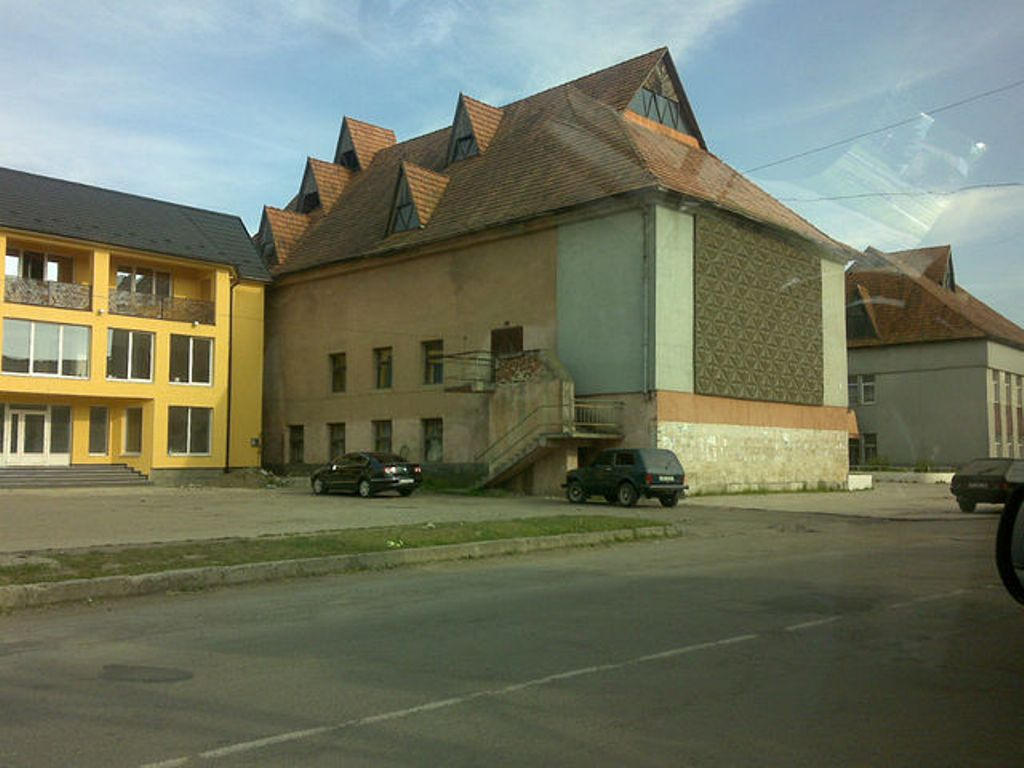